# Impressions
Impressions is het derde album van Mariusz Duda in de reeks uitgebracht onder Duda's muziekproject Lunatic Soul. Impressions is het slot van de trilogie Lunatic Soul en Lunatic Soul II. Het grootste deel van het album is instrumentaal. Het album houdt qua sfeer het midden tussen de twee genoemde albums. Alle nummers zijn opgenomen in de geluidsstudio Serakov in de Poolse hoofdstad te Warschau.

## Musici
- Mariusz Duda – alle muziekinstrumenten

behalve
- Wawrzyniec Dramowicz- drums (3)
- Maciej Szelenbaum - piano (2 en 8), dwarsfluit (3 en 6), strijkinstrumenten (6), quzheng (8)

## Muziek
Alle gecomponeerd door Duda behalve waar aangegeven. De laatste twee titels zijn remixen van twee tracks van de voorgaande albums.

| Nr. | Titel                                             | Duur |
| --- | ------------------------------------------------- | ---- |
| 1.  | Impressions I                                     | 5:29 |
| 2.  | Impressions II (Duda, Szelenbaum)                 | 4:04 |
| 3.  | Impressions III                                   | 7:03 |
| 4.  | Impressions IV                                    | 3:57 |
| 5.  | Impressions V                                     | 5:02 |
| 6.  | Impressions VI                                    | 7:33 |
| 7.  | Impressions VII                                   | 3;13 |
| 8.  | Impressions VIII                                  | 4:24 |
| 9.  | Gravestone Hill (Duda, Magda en Robert Srzednicy) | 3:51 |
| 10. | Summerland (Duda, Magda en Robert Srzednicy)      | 4:26 |